# 劉讓 (成化丙戌進士)
劉讓（1430年—？年），字遜之，陝西省西安府朝邑縣人，民籍，治《易經》，明朝政治人物。

## 生平
十二月十九日生，行一，由國子生中式陝西鄉試第二十名舉人，年三十七歲中式成化二年（1466年）丙戌科會試中式第五十六名，第三甲第一百四十七名進士。歷任永平府同知，升四川夔州府知府。

## 家族
曾祖劉泰；祖劉彥通；父劉亨；母王氏。具慶下，妻仇氏，繼妻麻氏；弟誨；詢。